# Szczechy Wielkie (gromada)
Szczechy Wielkie – dawna gromada, czyli najmniejsza jednostka podziału terytorialnego Polskiej Rzeczypospolitej Ludowej w latach 1954–1972.
Gromady, z gromadzkimi radami narodowymi (GRN) jako organami władzy najniższego stopnia na wsi, funkcjonowały od reformy reorganizującej administrację wiejską przeprowadzonej jesienią 1954 do momentu ich zniesienia z dniem 1 stycznia 1973, tym samym wypierając organizację gminną w latach 1954–1972.
Gromadę Szczechy Wielkie z siedzibą GRN w Szczechach Wielkich utworzono – jako jedną z 8759 gromad na obszarze Polski – w powiecie piskim w woj. olsztyńskim na mocy uchwały nr 24 WRN w Olsztynie z dnia 4 października 1954. W skład jednostki weszły obszary dotychczasowych gromad Jeglin, Karwik, Szczechy Wielkie, Szczechy Małe, Zdory i Trzonki ze zniesionej gminy Trzonki oraz wschodnia część obszaru jeziora Śniardwy z dotychczasowej gromady Dziubiele ze zniesionej gminy Drozdowo w tymże powiecie. Dla gromady ustalono 11 członków gromadzkiej rady narodowej.
1 stycznia 1958 do gromady Szczechy Wielkie włączono obszar zniesionej gromady Rostki, a także wieś i PGR Kwik oraz osadę Gajki ze zniesionej gromady Nowe Guty w tymże powiecie.
31 grudnia 1967 z gromady Szczechy Wielkie wyłączono część obszaru PGL nadleśnictwo Drygały (785 ha), włączając ją do gromady Drygały, oraz część obszaru PGR Imionek (105 ha), włączając ją do gromady Pisz – w tymże powiecie.
Gromada przetrwała do końca 1972 roku, czyli do kolejnej reformy gminnej.